# New Holland (Ohio)
New Holland es una villa ubicada en los condados de Pickaway y Fayette en el estado estadounidense de Ohio. En el Censo de 2010 tenía una población de 801 habitantes y una densidad poblacional de 164,5 personas por km².

## Geografía
New Holland se encuentra ubicada en las coordenadas 39°33′17″N 83°15′34″O / 39.55472, -83.25944. Según la Oficina del Censo de los Estados Unidos, New Holland tiene una superficie total de 4.87 km², de la cual 4.87 km² corresponden a tierra firme y (0%) 0 km² es agua.

## Demografía
Según el censo de 2010, había 801 personas residiendo en New Holland. La densidad de población era de 164,5 hab./km². De los 801 habitantes, New Holland estaba compuesto por el 97.63% blancos, el 0.25% eran afroamericanos, el 0.37% eran amerindios, el 0.25% eran asiáticos, el 0% eran isleños del Pacífico, el 1% eran de otras razas y el 0.5% pertenecían a dos o más razas. Del total de la población el 1% eran hispanos o latinos de cualquier raza.